# 詹弗兰科·皮耶里

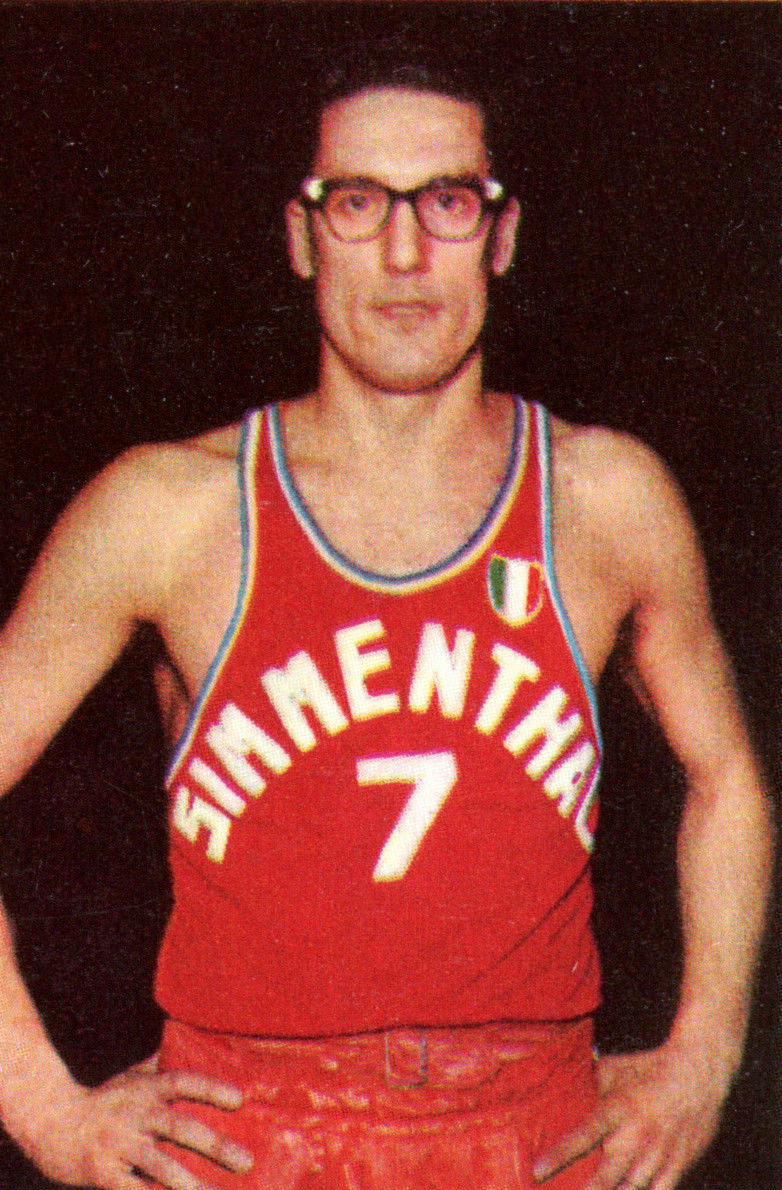
詹弗兰科·皮耶里

詹弗兰科·皮耶里（義大利語：Gianfranco Pieri，1937年2月6日—），意大利男子篮球运动员。他曾代表意大利获得1960年夏季奥运会男子篮球比赛第四名和1964年夏季奥运会男子篮球比赛第五名。